# Kicking and Screaming
Kicking and Screaming ist ein US-amerikanischer Jugendfilm aus dem Jahr 1995 und der erste Spielfilm des Regisseurs Noah Baumbach. Es erzählt die Geschichte einer Gruppe von Hochschulabsolventen, die sich weigern, ihr Leben auf ihre eigene Art und Weise fortzusetzen. Der Film kam am 6. Oktober 1995 in die US-amerikanischen Kinos.

## Handlung
Der junge Grover hat gerade seinen Abschluss gemacht und möchte Romanautor werden. Er ist immer noch in die schöne Jane verliebt, die zum Studium jedoch nach Prag gezogen ist. Ihre Beziehung funktioniert aufgrund der Entfernung nicht. Der aufstrebende Schriftsteller ist unglücklich, aber nicht der einzige, der in einer Art emotionaler und professioneller Schwebe lebt. Jeder seiner Freunde um ihn herum teilt die gleiche Unruhe und existenzielle Unzufriedenheit.

## Kritik
Der Filmdienst sieht einen „Film ohne dramatische Höhepunkte, der Stimmungen, Situationen und Anekdoten mit leichter Hand hintupft und Sinn für Pointen und richtiges Timing unter Beweis stellt. Durch die fehlenden Spannungsbögen werden aber auch Längen und Durchhänger deutlich, so dass nicht mehr als eine unterhaltsame Talentprobe bleibt.“

## Trivia
- Der Film ist der erste Spielfilm des Regisseurs Noah Baumbach, der auch die Rolle des Danny verkörpert.
- Ein Großteil wurde am Occidental College gedreht.
- Jason Blum, der Baumbachs Mitbewohner am College war, sorgte durch seine Kontakt dafür, dass der Film produziert wurde. Er fungierte für diesen als Executive Producer.